# Planície de Urse
A planície de Urse (em armênio: Ուրծադաշտ, Urcadašt),[a] a parte sudeste da planície de Ararate, está localizada na província de Ararate, na Armênia, e na república autônoma do Naquichevão, no Azerbaijão, na bacia inferior do rio Araso, entre as montanhas Urse e o rio Aras. Sua altitude é de 800-900 metros. É uma dobra sinclinal preenchida com sedimentos lacustres antropogênicos. A superfície da parte noroeste é plana, delimitada pela planície de inundação do Aras, enquanto a parte nordeste é suavemente inclinada, consistindo nas encostas mais baixas do Aras e nos afloramentos do Araso. O clima é continental, com precipitação média anual de 229 milímetros.
Nas terras baixas há pântanos e canaviais, enquanto nas elevações mais altas a paisagem é desértica e semidesértica. A população local dedica-se à jardinagem e fruticultura. E, além de terras aráveis e férteis, tem muitos pântanos salgados. É irrigada pelo canal de Erasque (Arazdaiã). Durante os anos de governo soviético, um trabalho significativo foi realizado para reconstruir antigos sistemas de irrigação, dessalinizar pântanos salgados e diminuir os níveis de água subterrânea, o que resultou num aumento na área de terra útil e cultivável. Existem vários assentamentos cuja principal direção econômica é a jardinagem, horticultura e fruticultura.